# 网络身份
网络身份 （英文Internet identity，简称IID），或称互联网人格，是互联网用户建立在线社区和网站上的社会身份 。它也可以被认为是对于自我身份的积极创造。虽然有些人选择在网上使用自己的真实姓名，一部分网民更喜欢使用匿名或者假名，这显示了不同数量的个人身份信息。一个在线身份甚至还可以通过用户对其所属的网络社交群体来确定。有些用户甚至可以提供虚假信息。  
在一些网络环境中，比如网络论坛，网聊，以及大型多人在线角色扮演游戏（MMORPG游戏）中，用户可以通过选择一个头像，一个图标大小的图形图像，来可视化地展示自己。头像是用户单向地表达自己的网上身份的方式。 通过与其他用户互动，用户能够使自己建立的网上身份获得一定的声誉 ，并使其他用户来决定这一身份是否值得信赖。在线身份通过验证的方式和用户相关联，一般通过注册 和登录的方式来进行。一些网站还使用用户的IP地址或追踪cookies的方式来识别用户。
人们研究自我的概念，以及其如何被新兴技术的影响，这是些研究在教育，心理学和社会学等主题下都有涉猎。网络去抑制效应就是一个著名的例子，这个现象指的是在互联网上作出不明智、不羁的行为，从而产生匿名性，并达到受众满意的结果。